# Eugène Goossens
Pour les articles homonymes, voir Eugène Goossens (homonymie).
Œuvres principales
- L'École en crinoline, ballet (1921)
- The Eternal Rythm, poème symphonique (1921)
- Judith, opéra (1929)
- Don Juan de Manara, opéra (1935)
- Apocalypse, oratorio (1951-53)

Eugène Goossens est un chef d'orchestre et compositeur britannique né le 26 mai 1893 à Camden Town et mort le 13 juin 1962 à Hillingdon. 

## Biographie

### Jeunesse et études
Eugène Aynsley Goossens naît le 26 mai 1893 à Camden Town, un quartier de Londres, dans une famille de musiciens.  Son père, Eugène Goossens (1867-1958), est un chef d'orchestre et violoniste français originaire de Bordeaux, lui-même fils d'un autre Eugène Goossens (1845-1906), chef d'orchestre belge. Sa mère, Annie Cook, est chanteuse dans la compagnie d'opéra Carl Rosa. 
Il est l'aîné d'une fratrie de cinq enfants, qui deviendront tous musiciens : Marie (1894-1991), harpiste, Adolphe (en) (1896-1916), corniste, Léon (1897-1988), compositeur et hautboïste, et Sidonie (1899-2004), également harpiste.
Il commence ses études au conservatoire de Bruges et les poursuit au Liverpool College of Music en 1905, puis à Londres au Royal College of Music entre 1907 et 1912 où il a pour professeurs Achille Rivarde en classe de violon et Charles Villiers Stanford en classe de composition. 

### Carrière
Violoniste, il devient chef assistant du Queen's Hall Orchestra puis dirige l'orchestre de Covent Garden en 1922. Il poursuit sa carrière de chef aux États-Unis où il dirige le Rochester Philharmonic de 1923 à 1931. À partir de cette année et jusqu'en 1946, il est à la tête du Cincinnati Symphony Orchestra. L'année suivante, il se rend à Sydney en Australie où il dirige le Nouvelle-Galles du Sud State Conservatorium of Music de Sydney ; il est aussi le chef du Sydney Symphony Orchestra pendant neuf ans. 
Ses œuvres subissent d'abord l'influence de l'impressionnisme français mais se distinguent par leur habileté technique et leur audace harmonique. Auteur d'une abondante musique de chambre et musique orchestrale, Goossens compose également deux opéras, Judith (1929) et Don Juan de Manara (1935), et la musique de scène de la pièce The Constant Nymph (1926) de Margaret Kennedy.

### Mort
Eugène Goossens meurt le 13 juin 1962 à l'hôpital de Hillingdon (Middlesex), à l'âge de 69 ans, de rhumatisme articulaire aigu et d'un ulcère gastrique hémorragique. Il est enterré au cimetière de St Pancras et Islington.

### Vie privée
Eugène Goossens a été marié à trois reprises :
- de 1919 à 1928 avec Dorothy Millar, avec laquelle il a eu trois filles ;
- de 1930 à 1944 avec la pianiste Janet Lewis avec laquelle il a eu deux filles : Sidonie (née en 1932) et Renée (née en 1940)[2] ;
- de 1946 à sa mort avec Marjorie Foulkrod.

Séparé de sa dernière femme, il partage la fin de sa vie avec une jeune pianiste australienne originaire d'Adélaïde, Pamela Main, à qui il lègue tous ses biens et droits d'auteur.

## Œuvres
- Concert Study [Étude de concert] pour piano, op. 10
- Five Impressions of a Holiday [Cinq impressions de vacances] pour piano, flûte, violon et violoncelle (1914)
- Suite pour violon, flûte et harpe (1914)
- Fantaisie pour quatuor à cordes (1915)
- Rhapsody pour violoncelle et piano (1916)
- Two Sketches [Deux esquisses] pour quatuor à cordes (1916)
- Tam o' Shanter, scherzo pour orchestre d'après le poème de  Robert Burns (1916)
- Quatuor à cordes n°1 op. 14 (1916)
- Deux proses lyriques sur des poèmes en français d'Edwin Evans op. 16 (1916)
- Sonate pour violon et piano n°1  (1918)
- Kaleïdoscope pour piano (1918)
- Ouverture pour orchestre pour la pièce Philippe II de Verhaeren (1918)
- Quintette  avec piano (1919)
- Nature Poems [Poèmes de la nature] pour piano (1920)
- Hommage à Debussy pour piano (1920)
- Trois Chants pour voix moyenne et quatuor à cordes (1920)
- L'École en crinoline, ballet (1921)
- The Eternal Rythm [Le Rythme éternel], poème symphonique (1921)
- Sinfonietta (1922)
- Silence pour chœur et orchestre (1922)
- Sextuor à cordes (1923)
- Études pour piano (1924)
- Ships [Bateaux] pour piano (1924)
- Pastoral and Harlequinade [Pastorale et Arlequinade] pour flûte et hautbois (1924)
- Fantaisie pour instruments à vent (1924)
- The Constant Nymph, musique de scène (1926)
- Judith, opéra (1929)
- Sonate pour violon et piano n°2 (1930)
- Don Juan de Manara, opéra (1935)
- Quatuor à cordes n°2 op. 59 (1942)
- Concerto pour hautbois et orchestre en un mouvement op. 45 (1948)
- Apocalypse, oratorio (1951-53)